# Воздвиженська сільська рада (Альшеєвський район)
Воздви́женська сільська рада (рос. Воздвиженский сельский совет) — муніципальне утворення у складі Альшеєвського району Башкортостану, Росія. Адміністративний центр — село Воздвиженка.

## Населення
Населення — 533 особи (2019, 823 в 2010, 1044 в 2002).

## Склад
До складу поселення входять такі населені пункти:
| Населений пункт              | Населення, осіб (2002) | Населення, осіб (2010) |
| ---------------------------- | ---------------------- | ---------------------- |
| Бугульмінка, присілок        | 142                    | 131                    |
| Воздвиженка, село            | 482                    | 362                    |
| Клиновка, присілок           | 5                      | 1                      |
| Нововоздвиженка, присілок    | 16                     | 9                      |
| Осоргіно, присілок           | 48                     | 33                     |
| Самодуровка, присілок        | 22                     | 18                     |
| Санаторія імені Чехова, село | 214                    | 168                    |
| Степановка, присілок         | 51                     | 34                     |
| Челноковка, присілок         | 64                     | 67                     |